# 極巨龍屬
极巨龙属（学名：Maraapunisaurus）是北美西部晚侏罗世莫里逊组中的一属蜥脚类恐龙。它有时被认为是迄今为止已知最大的恐龙，最初命名为易碎双腔龙（Amphicoelias fraillimus）。根据现存的对一根单个骨骼化石（即模式标本）的叙述，科学家们多年来已经做出了大量的尺寸估计；据最大的估计，极巨龙可能是已知最长的动物，长达60（200英尺），重约150公噸（150長噸；170短噸）。然而，唯一的化石在19世纪70年代被研究和叙述后已经遗失，因此证据只存在于插图和现场记录中。
最近的研究对这种动物分类与尺寸大小的可能性提出了许多建议。对现存证据的一项分析，以及这种大型陆生动物的生物学合理性表明，极巨龙的体型被高估了，部分原因是1878年原始描述中的印刷错误。最近，古生物学家肯尼斯·卡彭特提出，该物种是一种雷巴齐斯龙科，而非梁龙科蜥脚类动物。因此，他用利迈河龙代替梁龙作为估计大小的基础。这导致该属成为了一种更小的恐龙，尺寸仅达31（102英尺），而且他认为原始论文中不一定存在印刷错误。

## 研究历史

### 最初的叙述
奥拉梅尔·威廉·卢卡斯在1877年被著名古生物学家爱德华·德林克·科普聘为化石收藏家后不久，就收集到了完整的也是唯一已知的易碎极巨龙标本。卢卡斯在科罗拉多州卡农城北部的花园公园（Garden Park）发现了一种新型蜥脚类的部分脊椎（包括神经棘在内的神经弓），该公园靠近挖掘出首批圆顶龙标本的采石场。脊椎保存状况不佳，但大得惊人。保存下来的部分大概高为1.5（4.9英尺），而最初高度可能达到2.7（8.9英尺）。卢卡斯在1878年春天或初夏将标本送到了费城的科普家，科普在那年八月将其作为双腔龙属的一个新种易碎双腔龙（A. fragillimus）的正模标本命名并发表。除了这块椎骨之外，柯普1879年的现场记录中还提到了一个股骨远端，该标本发现时距离上述的巨型椎骨只有几十米远。这个标本从未被正式归类于该物种。极巨龙意为“巨大的爬行动物”，属名取自maraapuni一词，在南部尤特印第安纳语中意思是“巨大的”。

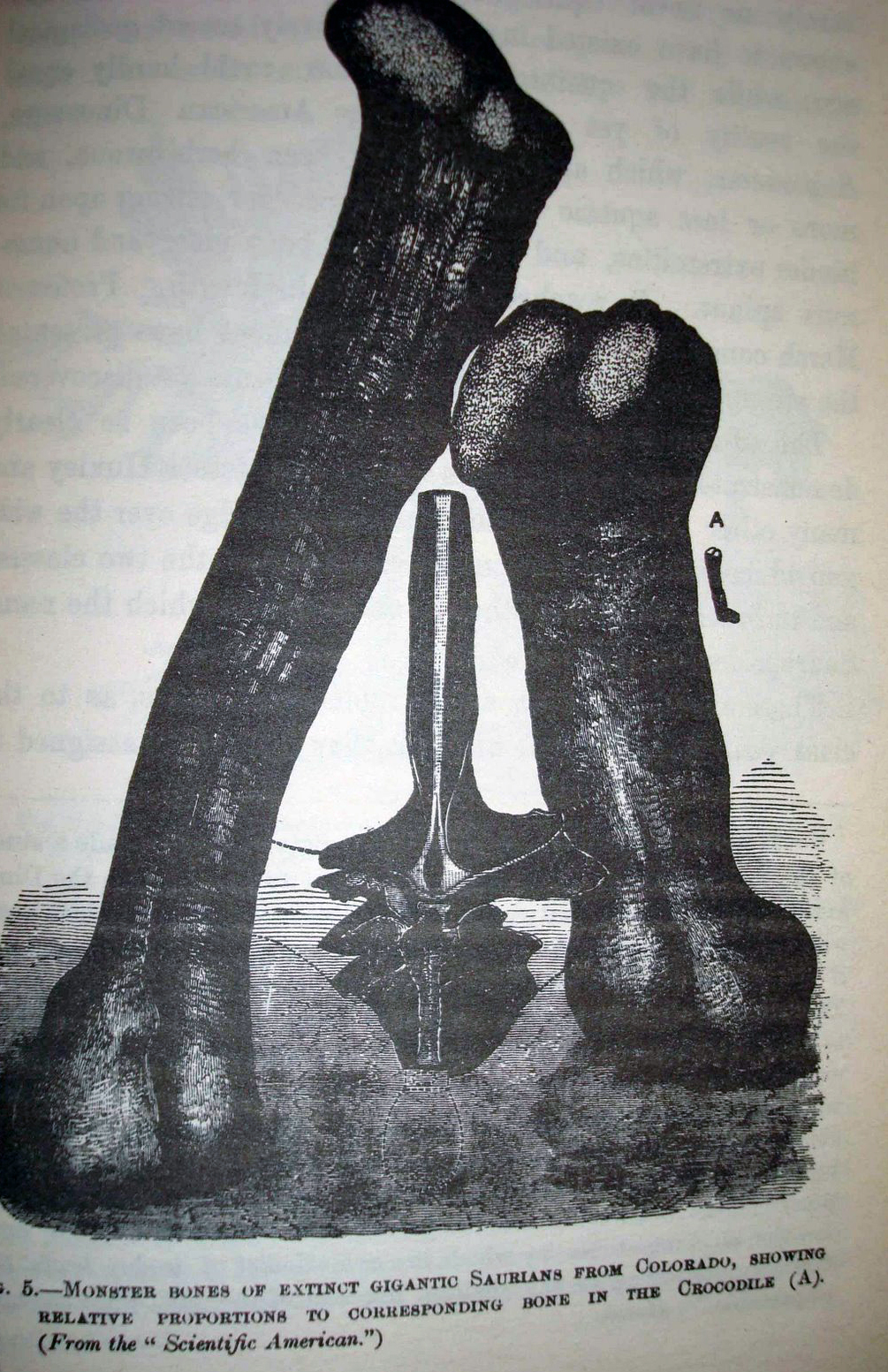
1884年的极巨龙化石插图

选择这个种名是为了体现化石“非常脆弱”，因为这块椎弓板由较薄的骨壁所构成。1902年，奥利弗·佩里·海把种名改成了拉丁语中的fragilissimus， 但是这种修正是ICZN所不允许的。根据1879年卢卡斯关于发掘地点的报告，柯普在他的笔记本上记录下了这一发现，这个标本来自发现圆顶龙的采石场以南的一座小山，现在被称为Cope's Nipple，有时也简称为the Nipple或Saurian Hill。

### 标本和采石场的消失

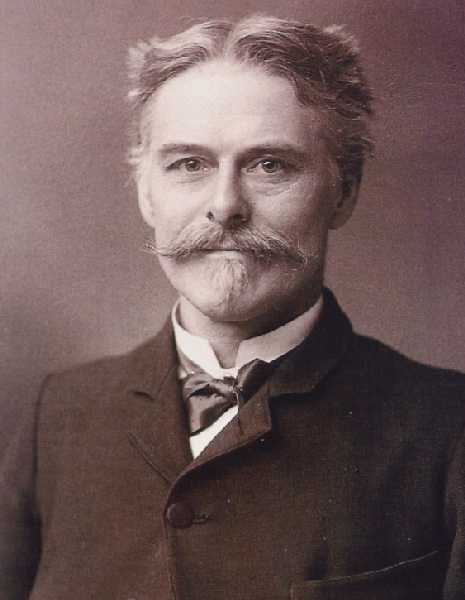
爱德华·德林克·科普是唯一一个在标本遗失前研究过易碎极巨龙的古生物学家

在对最大恐龙的评论中，这个巨大的脊椎经常被忽略，部分原因是根据随后的报道，脊椎和股骨的位置都是未知的，而且所有确定其位置的尝试都失败了。肯尼斯·卡彭特在2006年提出了标本遗失的可能情形。正如科普在叙述中所指出的，这种恐龙的化石材料非常脆弱，而硬化和保存化石的技术尚未发明（科普的对手古生物学家奥塞内尔·查利斯·马什在19世纪80年代早期第一个使用这种技术）。卡彭特观察到，在采石场发现的骨骼化石可能保存在深度风化的泥岩中，这种泥岩容易粉碎成小型、不规则的碎片。因此这块骨头可能已经碎得很厉害了，在科普为他的论文画了一幅后视图后不久就被他丢弃。卡彭特认为这可以解释为什么柯普只从一个角度画椎骨，而不是像一般情况那样从多个角度。
2018年，卡彭特讲述了1897年柯普死后其收藏品是如何被出售给美国自然历史博物馆。威廉·迪勒·马修在对它们进行编目时找不到许多重要的碎片，其中就有易碎极巨龙的正模标本。因为它最终有可能会再度出现，因此被赋予编号AMNH 5777。
1994年，人们试图重新安置发现该物种和其他物种的原始采石场，并利用探地雷达试图对仍然埋在地下的骨头进行成像。这一尝试失败了，因为泥岩密度与周围的岩石相同，因此无法区分两者。对当地地形的研究还表明，含化石的岩层受到了严重侵蚀，当卢卡斯发现极巨龙化石时，情况可能也是如此，这表明当脊椎出土时，骨骼的大部分已经消失了。

### 现代解释

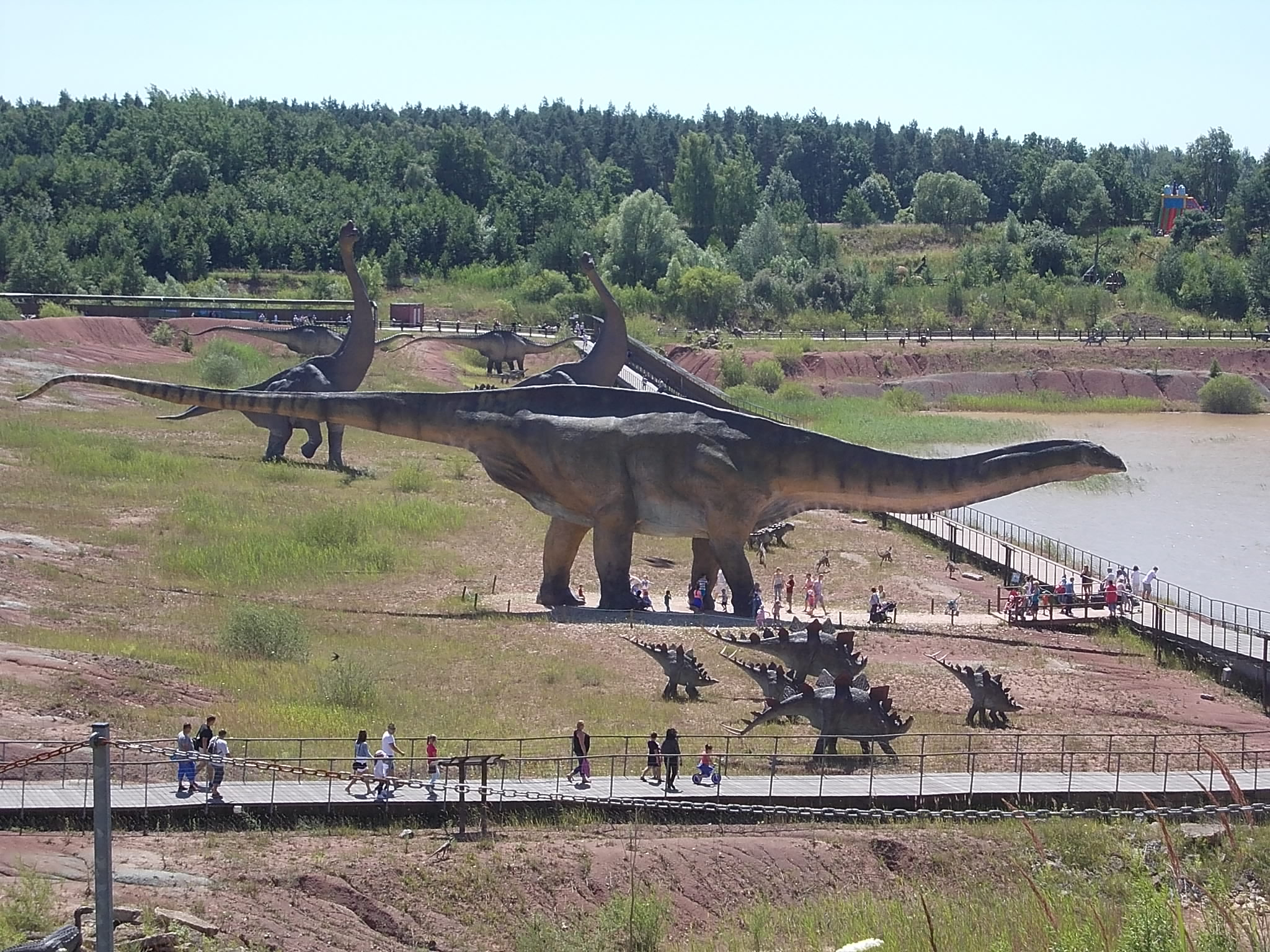
位于波兰的极巨龙雕塑，展示了极巨龙作为一种梁龙科时的可能形态

极巨龙脊椎的巨大比例已经被古生物学家争论了很长时间。卡彭特认为完全有理由相信科普的话，并指出古生物学家的声誉岌岌可危。这一发现发生在化石战争期间，科普的对手马什“随时准备羞辱科普”，但却也从未质疑过这一说法。众所周知，马什雇佣了间谍来监视科普的发现，甚至可能已经确认了骨头的巨大尺寸。古生物学家亨利·费尔菲尔德·奥斯本和C. C. 穆克（1921年）以及约翰·麦金托什（1998年）也在其公开发表的评论中毫无疑问地接受了科普的数据。其他古生物学家对此更为挑剔。在2015年对围绕该发现的发表和解释的证据和环境的分析中，卡里·伍德拉夫（Cary Woodruff）和约翰·福斯特（John R. Foster）得出结论：椎骨的大小被高估了。他们指出，在莫里逊组或其它地方没有发现类似的巨型蜥脚类化石，19世纪的古生物学家（包括科普自己）没有注意化石的大小（即使它可能证实了关于动物谱系的大小随时间增长的科普法则），他的测量中的印刷错误——例如用米而不是毫米来报告脊椎的测量数据破坏了其可靠性。有人认为保存下来的标本的真实高度只有138（54英寸）。基于对科普报告的毫无疑问的解释，他们得出结论，超级巨大的易碎极巨龙是一种“极不可能存在”的生物。

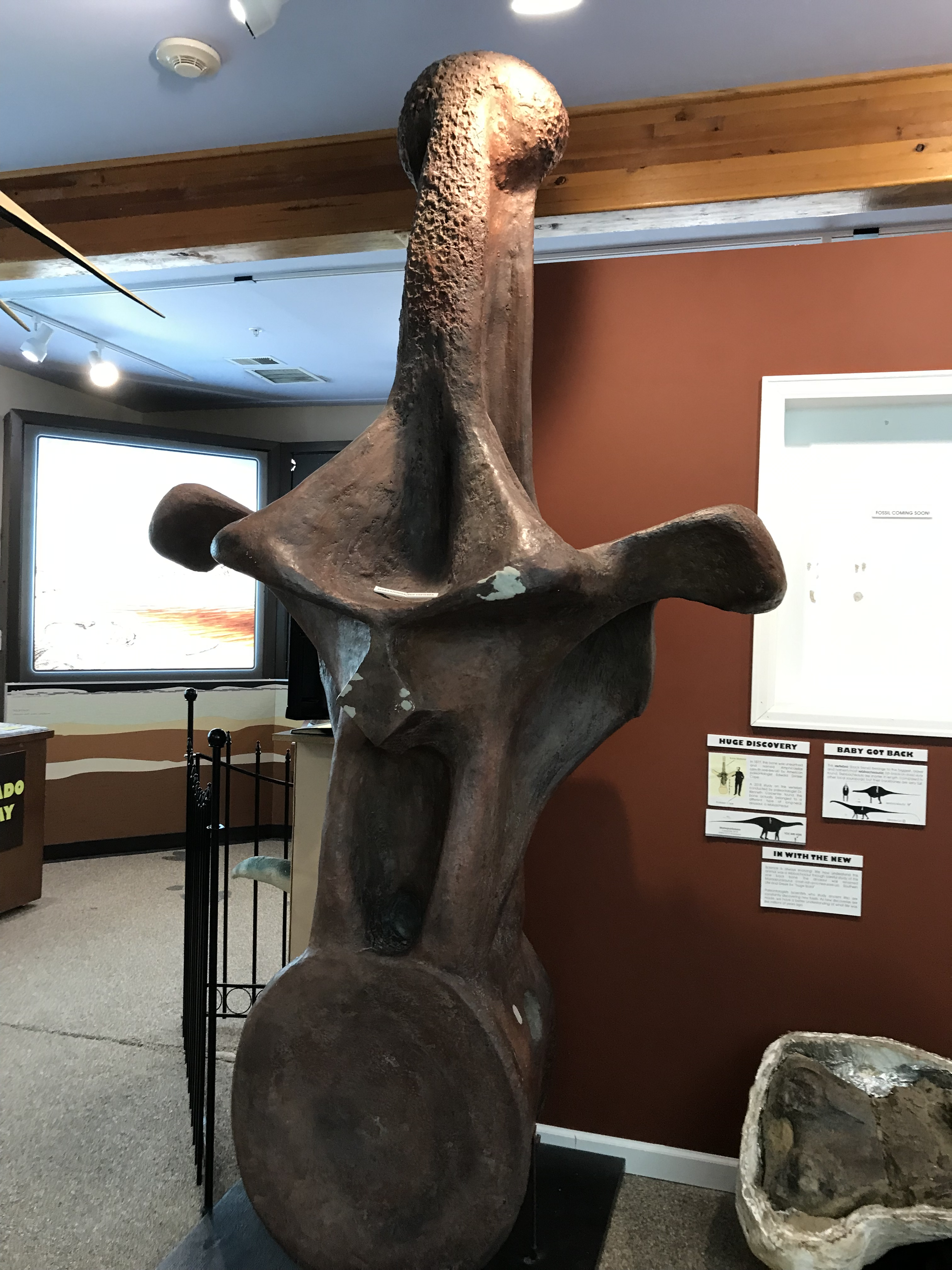
模式标本椎骨的重建模型

2018年，卡彭特在一篇论文中再次为科普给出的原始测量值辩护，该论文基于科普的插图和对该物种进行的描述。一个论点（印刷错误）指出科普使用缩写“M”而不是“mm”来表示毫米，与米的符号（m）相同，但是卡彭特指出大写的“M”用于米，并且这是在那个时代缩写的标准方法。除此之外，他还指出了卢卡斯和费迪南·范德维尔·海登之间的交流，后者是一位勘测地质学家，他毫无疑问地重新推算并再次得出了这个巨大的尺寸。卢卡斯也经常对他的化石进行自己特定的测量和注释，所以卡彭特认为他不太可能仅仅是在重复科普说过的话。后来，在1880年，卢卡斯在他的自传中特别提到了这个标本，指出“这个动物一定是个什么怪物”，驳斥了那些没有注意到脊椎重要性的观点。卡彭特对印刷理论提出了批评，他说：“不幸的是，他们试图通过诽谤科普的工作质量来反驳科普的说法，甚至改变了科普的测量方法。”
卡彭特再次研究了标本的图样，发现它与梁龙超科的雷巴齐斯龙科的椎骨非常相似；在此之前，它与双腔龙的模式种高双腔龙皆被认为是一种梁龙科或原始梁龙超科。经过重新检查，他认为这是一个新物种，不能仅归类于双腔龙，因此给该物种起了一个新的属名，极巨龙（Maraapunisaurus）。显然，卡彭特的灵感来自于发布在DeviantArt网站上的古生物学爱好者的作品；该网站上的用户（据说是一名古生物学家）扎卡里·阿姆斯特朗（Zachary Armstrong）在2014年正确预测了这一分类，比卡彭特确认的时间早了四年，论文的致谢中也表扬了他的贡献。根据遗失的标本命名一个属是罕见的，但是他指出ICZN明确允许这样做，而且诺普乔椎龙也是以类似的方式命名。属名来源于南部尤特印第安那语单词“Ma-ra-pu-ni”，意思是“巨大的”，以及拉丁化的古希腊语单词saurus，意为“蜥蜴”。这个名字是由位于科罗拉多州伊格纳西奥的南部尤特文化部门推荐给卡彭特的。

## 叙述

### 体型

骨骼重建图，这里将极巨龙作为一种雷巴齐斯龙科

由于缺乏标本和其化石的详细、准确的文献资料，所以必须谨慎对待任何对易碎极巨龙的尺寸估计。所有估计都是基于科普最初的描述，他曾对化石进行一些简单的测量，但不是很详细。也有人认为，数据含有潜在的关键印刷错误，但这一想法一直有争议。

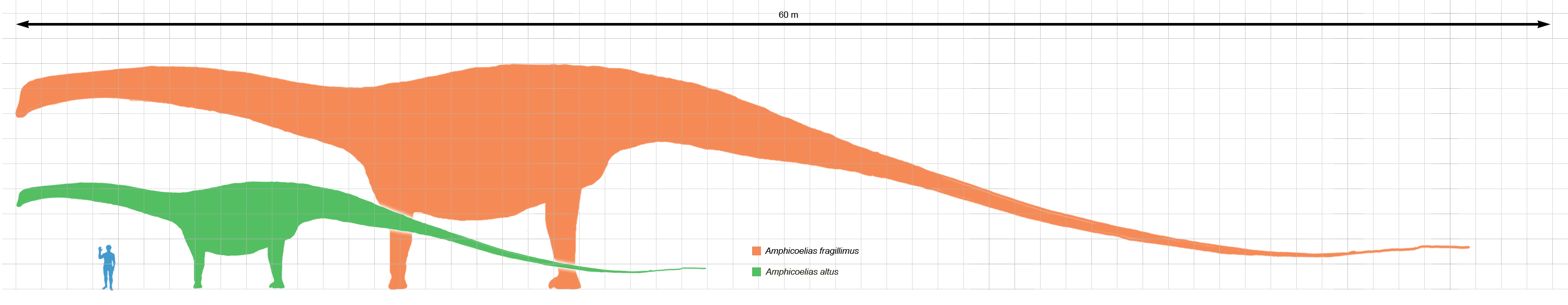
易碎雙腔龍（現為易碎極巨龍）（橘）、高雙腔龍（綠）與人類的體型比較圖

數種大型蜥腳下目恐龍的體型比較圖。分別為：雙腔龍（現為極巨龍）（紅）、波塞東龍（藍）、阿根廷龍（紫）、超龍（橘）、梁龍（綠）

要估计出该属的完整大小，需要根据其相对比例相似的假设，对描述更详细、亲缘关系更近的物种的骨骼进行缩放。在他的原始论文中，科普这样做的同时推测了易碎极巨龙股骨（大腿骨）的大小。科普说，在其他蜥脚类恐龙中，特别是高双腔龙和圆顶龙，股骨高度总是最高背椎（背）的两倍，并估计一头极巨龙股骨的尺寸为12英尺（3.6米）高。

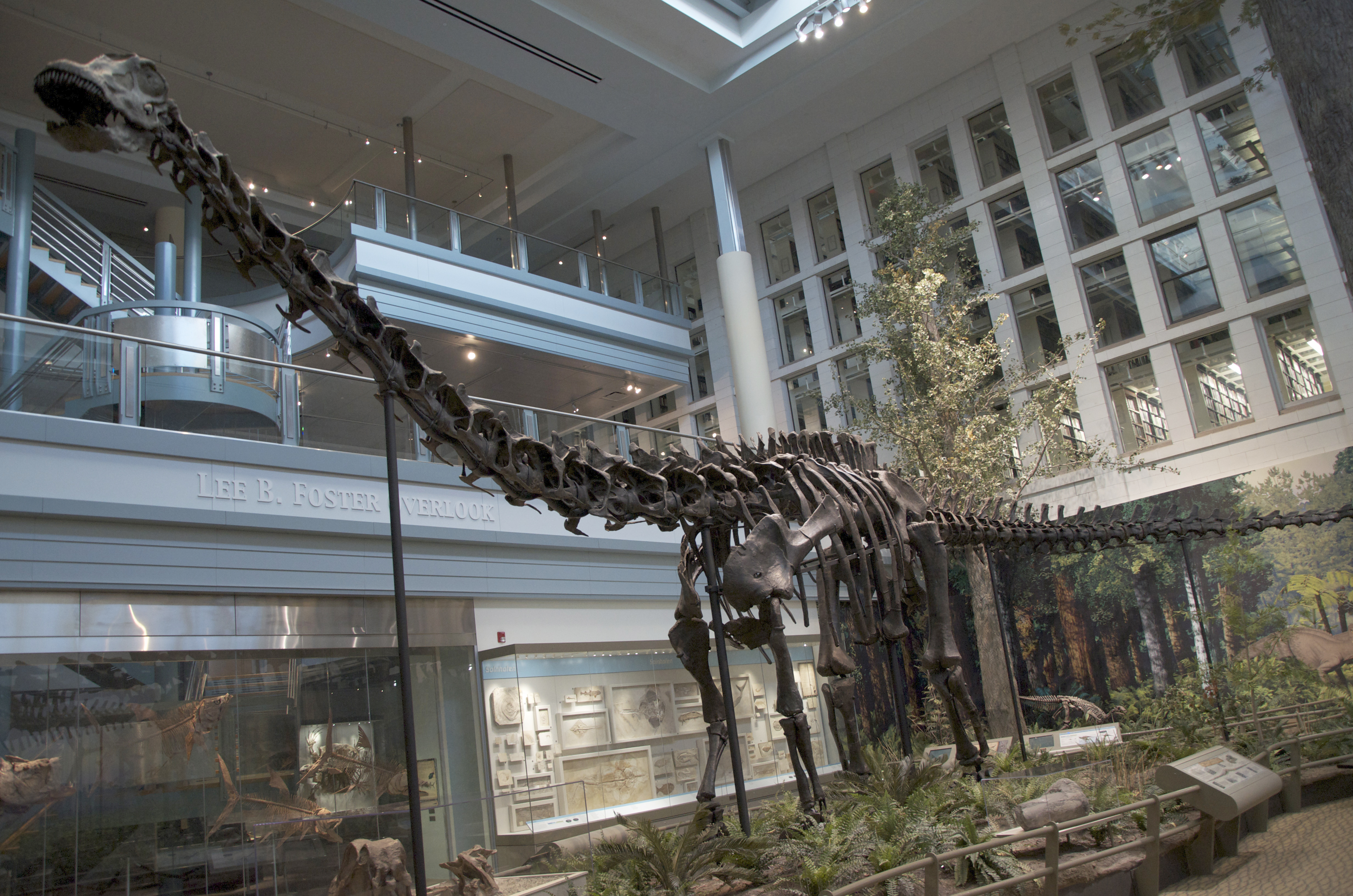
有几项研究使用梁龙属来估计易碎极巨龙的大小（假设它是一种梁龙科）

1994年，格雷戈里·保罗以相关的梁龙为参考，估计易碎双腔龙的股骨长度为3.1至4（10至13英尺）。肯尼斯·卡彭特2006年对该物种的重新评估中也使用了梁龙作为标准，发现股骨高度为4.3至4.6（14至15英尺）。虽然他提醒说梁龙科动物的相对比例可能因物种而异。假设与著名的梁龙的比例相同，卡彭特提出的估计总长度为58米（190英尺），他指出，这属于保罗在1994年提出的范围（40至60（130至200英尺））。卡彭特指出，即使是对易碎双腔龙的最低长度估计也高于其他巨型蜥脚类动物，如梁龙科的超龙（32.5（107英尺））、腕龙科的波塞东龙（34（112英尺）），以及泰坦巨龙类的阿根廷龙（30（98英尺））。卡彭特提出了更具推测性的极巨龙尺寸（同样根据梁龙的尺寸放大），包括：颈长16.75（55.0英尺），体长9.25（30.3英尺），尾长32（105英尺）。他估计前肢高度为5.75（18.9英尺），后肢高度为7.5（25英尺），总高度（即背部最高点）为9.25（30.3英尺）。相比之下，蓝鲸则长达29.9（98英尺）。

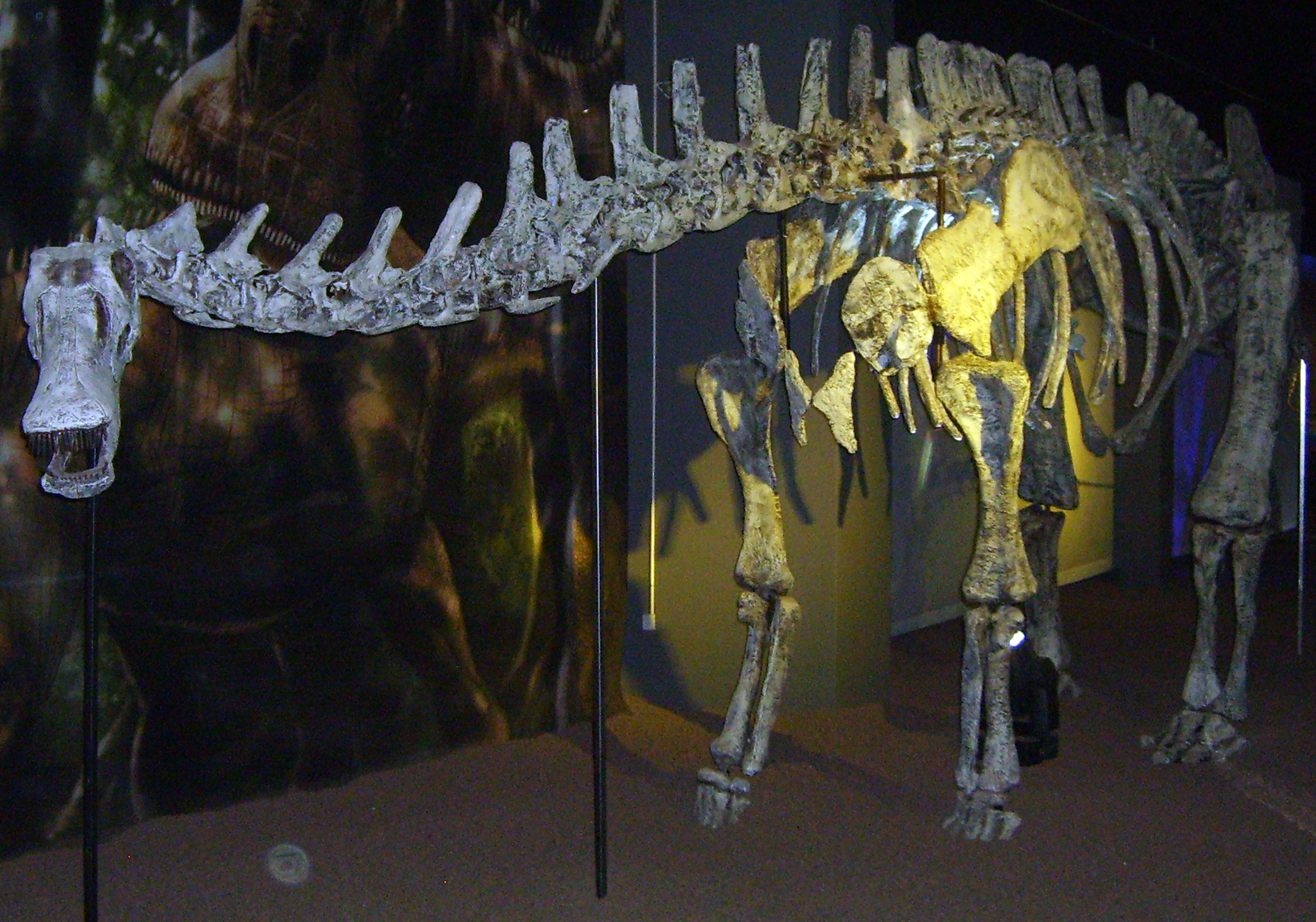
卡彭特在2018年用利迈河龙来估计易碎极巨龙的大小（假设它是一种雷巴齐斯龙科）

当卡彭特在2018年将该分类单元重新描述为一属雷巴齐斯龙科而不是一属梁龙科时，他做出了新的、大不相同的体型估计。由于极巨龙在分类学上离梁龙更远，他决定用利迈河龙作为标准；在雷巴齐斯龙科中，选择该属是因为它的完整性，因为绝大多数其他物种的化石都是非常零碎的。他直接按比例放大了利迈河龙，估计其长度为30.3（99英尺）；此外，他发现其臀高为7.95（26.1英尺）。然而，他指出，2006年的一项研究计算出，蜥脚类动物的颈部长度与躯干长度的比例是1.35的幂。考虑到这一点，他估计易碎极巨龙的体长为32（105英尺）。在较小的估计中，这种动物颈长约为6（20英尺），而更大规模的估计发现其颈长约为7.6（25英尺）。总的来说，这种动物修正后的长度大约是其早期估计的一半，但仍可与其他最大的梁龙类相提并论，如维氏超龙和哈氏梁龙。同样根据利迈河龙，估计其完整的股骨长度约为2.9（9.5英尺），明显小于科普、卡彭特和其他后续作者的早期估计。最后，他估计后脚脚趾的长度（也就是极巨龙脚印的长度）为1.36（4.5英尺），并指出其大小与澳大利亚布鲁姆的巨型蜥脚类动物足迹相似。

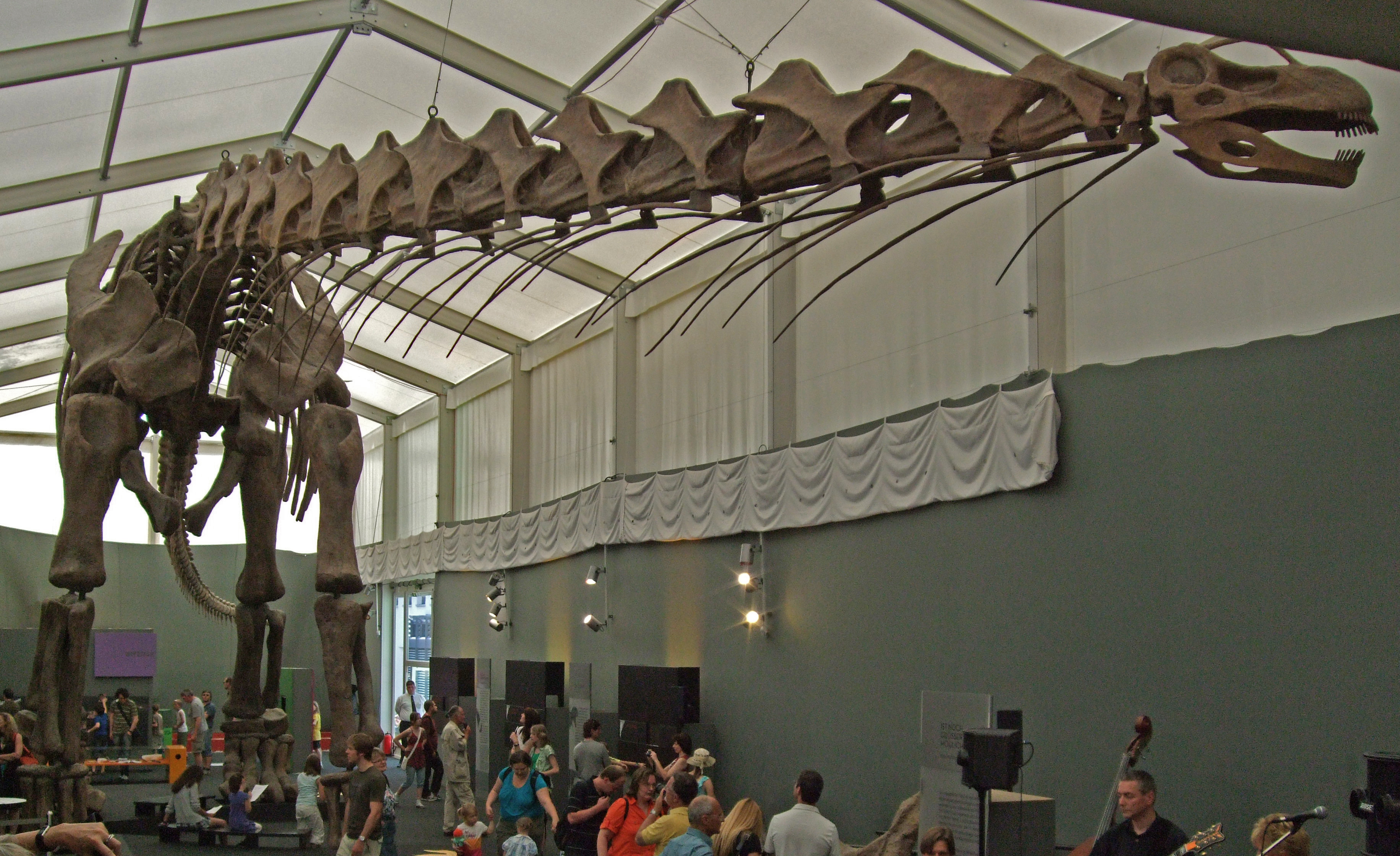
乌因库尔阿根廷龙的骨骼重建，该属通常被认为是已知最重的恐龙

虽然作为蜥脚类动物的极巨龙相对来说比较细长，但它的体积仍然使它非常巨大。在蜥脚类中，重量比长度更难确定，因为计算重量所需更复杂的方程容易因动物整体比例的较小变化而产生更大的误差。卡彭特在2006年使用保罗在1994年估计的卡内基梁龙的重量（11.5公噸（11.3長噸；12.7短噸））推测易碎极巨龙可能重达122.4公噸（120.5長噸；134.9短噸）；有记录以来最重的蓝鲸重达173公噸（170長噸；191短噸），从保存较好的遗骸中得知的最重恐龙――阿根廷龙重80至100公噸（79至98長噸；88至110短噸），如果这个估计能够被证实，它仍然可能比估计重126公噸（124長噸；139短噸）的巨体龙要轻一些，但后者也仅从零碎的遗骸中得知。2019年，格雷戈里·保罗估计极巨龙的长度为35至40米（115至131英尺），重为80至120吨（88至132短吨），股骨长度为3至3.5米（10至11.5英尺）或更长，比卡彭特的估计要大。2020年，鲁本·莫利纳·佩雷斯（Ruben Molina-Pérez）和阿西埃尔·拉腊明迪（Asier Larramendi）估计极巨龙身长35米（115英尺），重70吨（77短吨），臀高7.7米（25.3英尺）。

## 分类学
1921年，奥斯本和穆克将极巨龙归入梁龙科。这一点一直被普遍接受，直到二十一世纪。2018年，卡彭特通过定性解剖学比较得出结论，该属是雷巴齐斯龙科的原始成员，这体现于下椎弓突（椎体之间的附属关节结构）的存在，这是基础的伊斯的利亚龙、科马约龙和德曼达龙所共有的特征。骨骼的气腔化和高大的神经弓末端表明，极巨龙可能比伊斯的利亚龙更具起源性。
如果极巨龙属于雷巴齐斯龙科，它将是该分类群中已知最古老的成员，也是该科侏罗纪时期的唯一成员；而之前被认为最古老的属是异波塞东龙。它也是唯一一个来自北美的雷巴齐斯龙科。卡彭特得出结论，雷巴齐斯龙科可能起源于北美洲，后来才传播到欧洲；之后从那里进入南美洲；而通常的解释却是雷巴齐斯龙科起源于南美。

## 古生物学
在2006年的重新评估中，卡彭特研究了巨型蜥脚类动物的古生物学，其中包括极巨龙，并提出了为什么该分类群会有这样巨大的体型的问题。他指出，此特征在蜥脚类进化早期就已经出现，具有较大体型的物种早在三叠纪晚期就已经存在，并得出结论，无论是什么样的进化压力导致了巨大的体型，都是从该群体的早期起源开始出现的。卡彭特引用了对大象和犀牛等大型食草动物的几项研究，这些研究表明，食草动物体型越大，消化食物的效率就越高。由于较大的动物有较长的消化系统，食物被消化的时间要长得多，这使得较大的动物可以在质量较低的食物来源中生存。对于沿着肠道有大量“发酵室”的动物来说尤其如此，这使得微生物能够储存和发酵植物，帮助消化。

## 古生态学

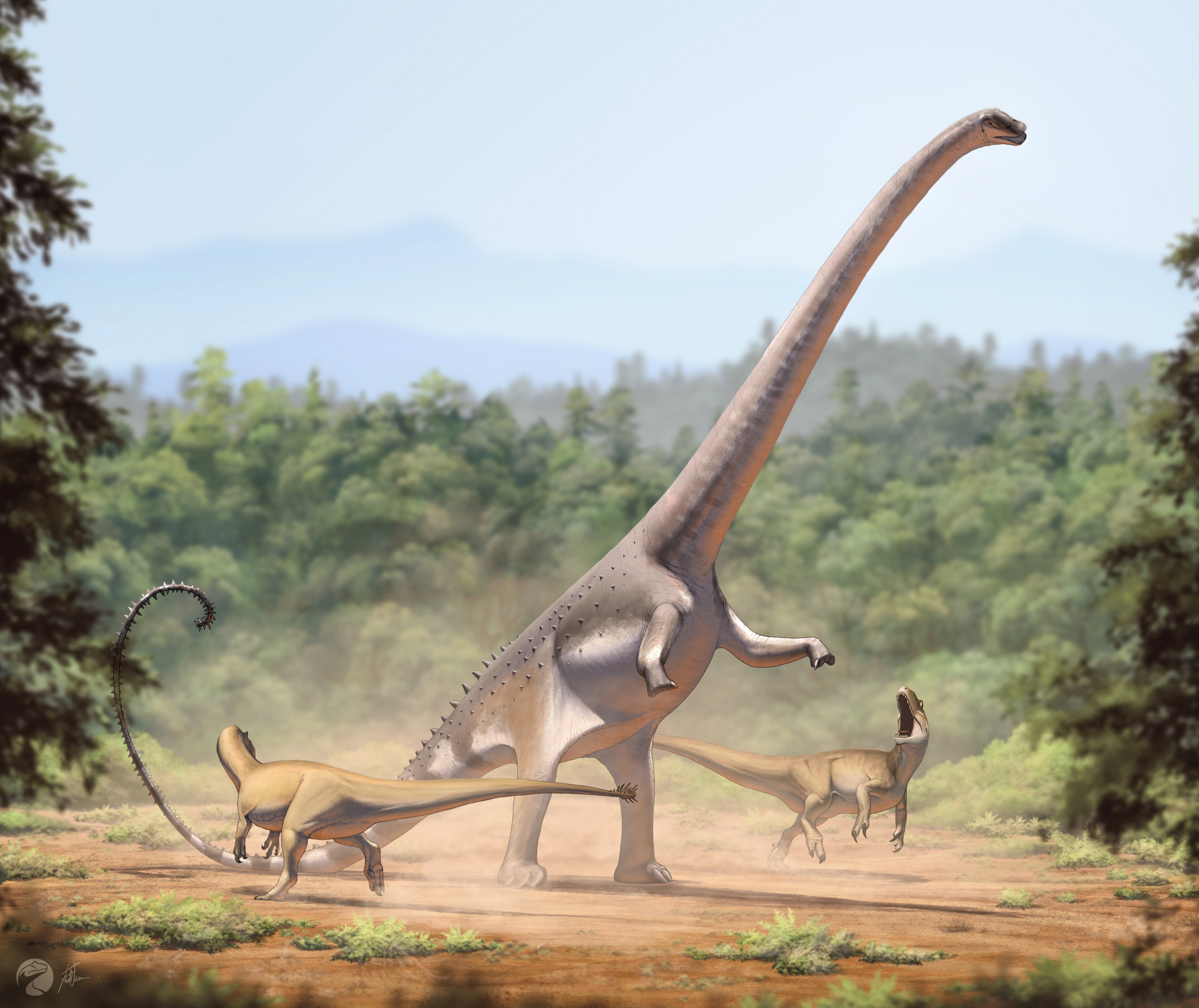
莫里逊组中一对正在攻击重龙的异特龙的复原图

纵观蜥脚类恐龙的进化史，它们主要生活在半干旱、季节性干旱的环境中，在旱季食物质量会相应地出现季节性下降。极巨龙的生存环境本质上是一个稀树草原，类似于现代大型食草动物生活的干旱环境，支持了在干旱环境下劣质食物会促进大型食草动物进化的观点。卡彭特认为，体型较大的其他好处，如对捕食者的相对防御力、较低的能量消耗和较长的寿命，可能是次要优势。
极巨龙生活的莫里森组环境类似于现代的稀树草原，尽管草直到白垩纪晚期才出现，蕨类植物可能是当地的优势植物和该属的主要食物来源。尽管恩G. F. 格尔曼等人（2004年）认为蕨类植物是蜥脚类动物的食物来源，因为它们的卡路里含量相对较低，卡彭特认为蜥脚类动物的消化系统非常适合处理低质量的食物，这使得蕨类植物成为蜥脚类动物饮食的一大部分。卡彭特还指出，偶尔出现大型石化原木表明这里曾经存在高达20—30米（66—98英尺）的树木，这似乎与热带草原的环境相矛盾。然而，这种树很少，而且由于高大的树木需要的水比热带草原环境通常所能提供的要多，它们可能存在于河流冲沟边的狭窄地带或“走廊森林”中，在那里水可以积聚。卡彭特推测像易碎极巨龙这样的大型食草动物可能在白天利用走廊森林的阴凉来保持凉爽，而在晚上则在开阔的热带草原上完成它们的大部分进食。